# GSpace
 (décembre 2023).
Si vous disposez d'ouvrages ou d'articles de référence ou si vous connaissez des sites web de qualité traitant du thème abordé ici, merci de compléter l'article en donnant les références utiles à sa vérifiabilité et en les liant à la section « Notes et références ».
GSpace est une extension (« add-on ») pour l'explorateur Firefox écrite en XUL (pour l'interface) qui permet d'utiliser son compte Gmail comme système de stockage de fichiers.

## Fonctionnement
L'interface se comporte comme un client FTP.
Après s'être identifié sur Gmail, l'utilisateur peut envoyer ou recevoir des fichiers depuis son compte Gmail, créer des répertoires ou supprimer des fichiers.
GSpace stocke les fichiers sur le compte Gmail comme s'il s'agissait d'un email classique en utilisant le principe des pièces jointes, l'objet de l'email servant pour sa gestion interne et à reconnaître les emails de GSpace. GSpace crée donc un email par fichier physique dans la limite de 14 Mo (limite des pièces jointes de Gmail). Pour les fichiers de taille supérieure, GSpace les découpe en plusieurs emails. Il est donc possible, pour les fichiers de moins de 14 Mo, de les télécharger via l'interface classique de Gmail.